# Métro de Buenos Aires
Le métro de Buenos Aires (dit Subte en Argentine, abréviation par apocope de « subterráneo » — « souterrain » en espagnol) est le réseau de transports en commun métropolitain de l'agglomération de Buenos Aires, capitale de l'Argentine. Le réseau comprend 6 lignes de métro, totalisant 56,2 km et 90 stations et utilisant 613 véhicules.
Le métro fut inauguré en décembre 1913, ce qui en fait le treizième plus ancien réseau au monde et le plus ancien réseau d’Amérique du Sud, mais également du monde hispanophone (y compris avant celui de Madrid, inauguré en 1919) et de tout l’hémisphère sud. Après une croissance très rapide dans les années 1930, l’expansion du réseau connaît un coup d'arrêt pendant soixante ans. Depuis la fin du XXe siècle, elle a repris et de nombreux projets sont en cours.
Le Subte fait partie d'un réseau de transport ferré dans la capitale argentine qui comprend en outre une ligne de tramway, le premetro, qui est exploité par la société concessionnaire du métro comme une ligne de rabattement sur la ligne E du métro, ainsi qu'une demi-douzaine de lignes de banlieue. Parmi elles, la ligne Urquiza est une ligne de train de banlieue de 26 km, électrifiée, conçue à l'origine pour faire partie du réseau souterrain comme partie de la ligne B et exploitée par l'opérateur de métro Metrovías.

## Histoire

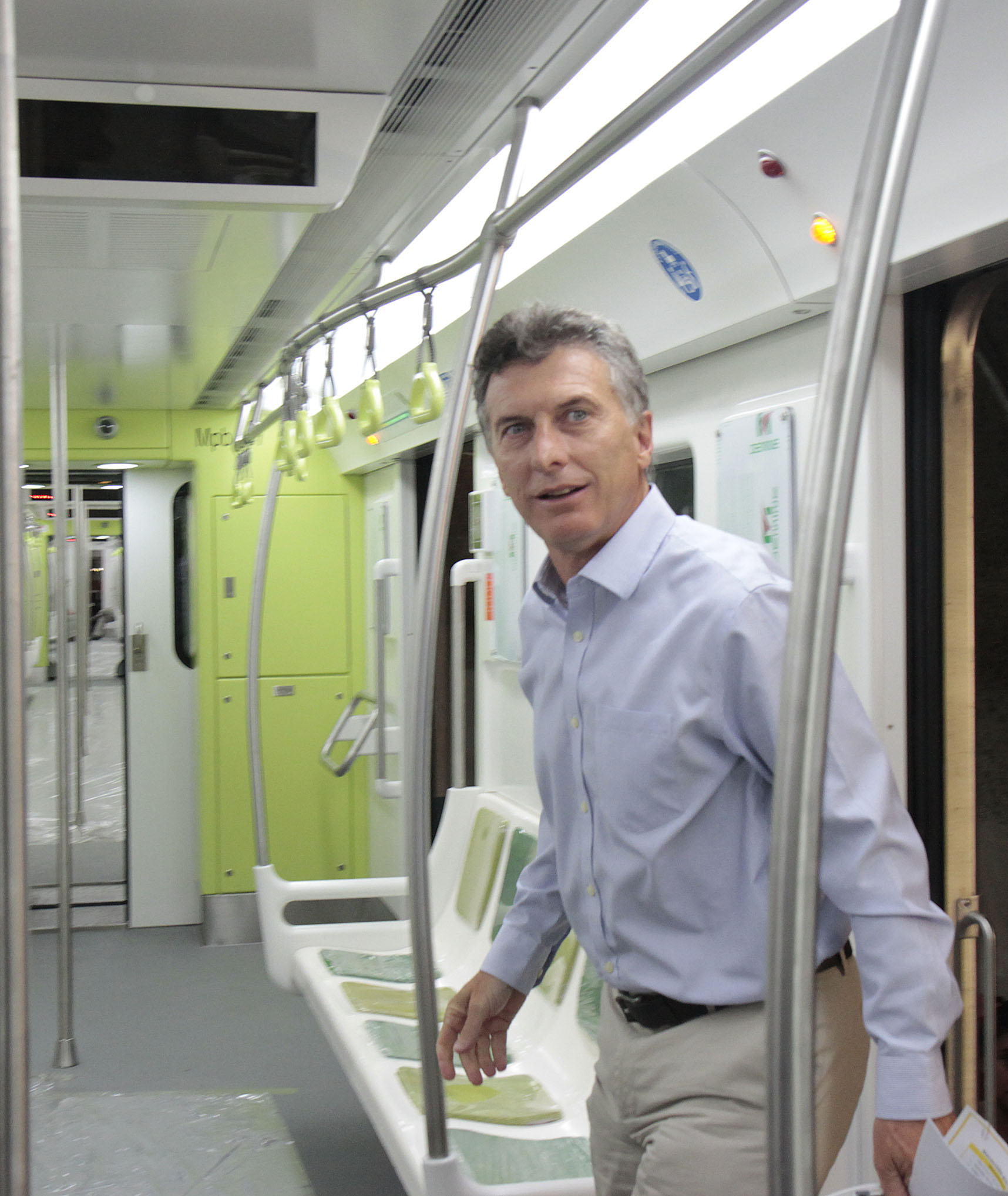
Le maire Mauricio Macri visitant les nouvelles rames de la ligne A.

Le métro de Buenos Aires est inauguré en 1913 avec la seule ligne A. La ligne B est la seule à posséder un système d'alimentation électrique par troisième rail, tandis que les autres lignes sont alimentées par caténaires. Tout d'abord aux mains de sociétés privées, le métro passe à la charge de l'État en 1940 jusqu'en 1993 (société SBASE).

### Chronologie de l'ouverture des lignes / réseau actuel
- Línea A ouverte le 14 décembre 1913, 9,8 km et 18 stations.
- Línea B ouverte le 17 octobre 1930, 11,8 km et 17 stations.
- Línea C ouverte le 9 novembre 1934, 4,4 km et 9 stations.
- Línea D ouverte le 3 juin 1937, 11,0 km et 16 stations.
- Línea E ouverte le 20 juin 1944, 11,2 km et 18 stations.
- Línea H ouverte le 18 octobre 2007, 8 km et 12 stations.

### Une exploitation du métro en concession privée
Au début des années 1990, le président Carlos Menem présente la privatisation du réseau ferroviaire, métro de Buenos Aires compris, par octroi de concessions pour dix ou trente ans comme le seul moyen d’éliminer le déficit et de le moderniser avec des investissements que l'État ne peut plus prendre en charge. La privatisation sous forme de concession du métro est annoncée en février 1991, celle des lignes de banlieue en septembre de la même année. Au cours du premier trimestre 1992 sept consortium présentent des offres pour la reprise des cinq lignes de métro gérées par Subterraneos de Buenos Aires Sociedad del Estado (SBASE) et des lignes de banlieue de Buenos Aires gérées par les Ferrocarriles Metropolitanos (FeMeSA). Trois consortiums sont sélectionnés fin 1992 : Metrovias pour le métro et les lignes de banlieue Mitre, Sarmiento et Urquiza ; Trainmet pour les lignes de banlieue Roca, San Martin et Belgrano Sur ; Ferrovias pour la ligne de banlieue Belgrano Norte,,.
Le métro a été privatisé le 1er janvier 1994 avec le prémétro et la ligne Urquiza : c'est l'entreprise Metrovías S.A. qui en a obtenu la charge d'exploitation en concession pour 20 ans, avec option pour 10 ans supplémentaires, par contrat signé le 26 novembre 1993,, le délai de 20 ans finissant le 31 décembre 2017.
En janvier 2012, le gouvernement a repris une partie des prérogatives concernant le métro tout en en laissant à Metrovias la gestion quotidienne. La société SBASE est recréée en décembre 2012.
La municipalité de Buenos Aires a approuvé en novembre 2017 une concession du métro pour 15 ans en accordant la prolongation de la concession à Metrovias jusqu'au choix du nouvel opérateur.Une ardente compétition sera ouverte en principe avant la fin de l'année 2019. Outre Metrovias seraient en concurrence les sociétés françaises RATP et Keolis.

## Réseau actuel

### Aperçu général
Le réseau comprend 6 lignes en service (de « A » à  « E » et « H ») ainsi qu'une ligne de tramway appelée prémétro.
L'horaire de fonctionnement du métro dépend du jour de la semaine : du lundi au samedi, il fonctionne de 5 à 22 h 30, tandis que les dimanches et jours fériés, il fonctionne de 8 h à 22 h.
| Ligne | Ouverture | Terminus                               | Dernière extension | Temps de parcours | Longueur | Stations | Electrification                     |
| ----- | --------- | -------------------------------------- | ------------------ | ----------------- | -------- | -------- | ----------------------------------- |
|       | 1913      | Plaza de Mayo - San Pedrito            | 2013               | 26 minutes        | 9,7      | 18       | Caténaire (1500 V)                  |
|       | 1930      | Leandro N. Alem - Juan Manuel de Rosas | 2013               | 27 minutes        | 11,8     | 17       | 3ème rail (550 V) Caténaire (600 V) |
|       | 1934      | Retiro - Constitución                  | 1937               | 13 minutes        | 4,4      | 9        | Caténaire (1500 V)                  |
|       | 1937      | Catedral - Congreso de Tucumán         | 2000               | 26 minutes        | 10,4     | 16       | Caténaire (1500 V)                  |
|       | 1944      | Constitución - General Urquiza         | 2019               | 32 minutes        | 11,9     | 18       | Caténaire (1500 V)                  |
|       | 2007      | Facultad de Derecho - Hospitales       | 2018               | 22 minutes        | 8,8      | 12       | Caténaire (1500 V)                  |

## Fréquentation des lignes
Conçu à une époque où l'automobile était rare, le réseau de métro relie entre elles les gares, d'où rayonnent une série de lignes de banlieue, et le centre-ville. En 1949 le nombre de passagers atteint son maximum avec 410,6 millions par an. La fréquentation baisse par la suite car le métro n'a que peu de liens avec le réseau d'autoroutes urbaines qui fleurit dans l'agglomération et pas la moindre station en banlieue, beaucoup de travailleurs du grand Buenos Aires utilisant alors des moyens de déplacement parfois plus coûteux, polluants et lents pour se rendre au centre-ville sur leurs lieux de travail. Le faible nombre de voyageurs (plus ou moins 250 millions) comparé au métro de Paris (1 milliard 300 millions) en est une illustration.
| Années            | Ligne        | Ligne        | Ligne        | Ligne        | Ligne        | Ligne     | Total des lignes |
| ----------------- | ------------ | ------------ | ------------ | ------------ | ------------ | --------- | ---------------- |
| 1993              | 34 123 000   | 43 163 000   | 26 765 000   | 28 259 000   | 10 807 000   | -         | 143 117 000      |
| 1994              | 38 304 000   | 50 419 000   | 32 740 000   | 34 862 000   | 13 806 000   | -         | 170 131 000      |
| 1995              | 39 421 000   | 54 396 000   | 37 803 000   | 38 515 000   | 14 647 000   | -         | 184 782 000      |
| 1996              | 39 928 000   | 59 485 000   | 40 980 000   | 41 215 000   | 14 685 000   | -         | 196 293 000      |
| 1997              | 42 802 000   | 63 389 000   | 47 492 000   | 49 777 000   | 15 778 000   | -         | 219 238 000      |
| 1998              | 47 316 000   | 71 566 000   | 53 011 000   | 61 420 000   | 18 094 000   | -         | 251 407 000      |
| 1999              | 46 699 000   | 74 846 000   | 54 060 000   | 63 835 000   | 18 318 000   | -         | 257 758 000      |
| 2000              | 44 199 000   | 71 008 000   | 53 055 000   | 70 384 000   | 17 551 000   | -         | 256 197 000      |
| 2001              | 40 270 000   | 64 152 000   | 48 014 000   | 69 846 000   | 16 542 000   | -         | 238 824 000      |
| 2002              | 36 113 000   | 59 748 000   | 41 863 000   | 66 654 000   | 14 989 000   | -         | 219 347 000      |
| 2003              | 35 999 000   | 64 286 000   | 43 053 000   | 67 410 000   | 14 904 000   | -         | 225 652 000      |
| 2004 (9 mois)     | 27 797 000   | 52 548 000   | 32 968 000   | 51 996 000   | 11 571 000   | -         | 176 910 000      |
| 2004 (* = estim.) | * 37 000 000 | * 70 000 000 | * 44 000 000 | * 69 500 000 | * 15 500 000 | -         | 238 540 000      |
| 2008              | 45 500 000   | 83 000 000   | 55 300 000   | 75 600 000   | 21 700 000   | 3 100 000 | 284 200 000      |

Après la privatisation on constate d'abord une forte croissance des voyageurs toutes lignes confondues entre 1993, dernière année de la gestion du réseau par une société d'état, et la crise économique argentine. Le métro enregistra une augmentation de plus de 80 % des clients en six ans. La société Metrovías parvient à faire augmenter le nombre de véhicules en opération de 188 à 327 au cours des deux premières années de sa gestion, entama un processus de modernisation des stations, des voies et de la signalisation et mena une politique de chasse aux fraudeurs en déployant le personnel en station,. Metrovias gère par ailleurs aussi la ligne de banlieue Urquiza, qui affiche une augmentation de 49 % de la fréquentation en trois ans. Des grèves de machinistes ont été cependant menées en 2004 contre la société accusée de rogner les frais de maintenance du matériel roulant.
Par contre dès 2001, on constate une lourde chute du nombre d'usagers (plus ou moins 15 %), suivie d'une remontée de plus en plus forte au cours des deux années suivantes, correspondant à une forte reprise économique. Car, si de fait les chômeurs et autres exclus s'abstiennent lors des crises de l'emprunter pour aller au travail, il n'en est pas de même des gens âgés, des jeunes d'âge scolaire, des ménagères ou des gens aisés.
Cela montre que c'est l'ensemble de la société qui a été frappée et que les trajets liés à la détente, au temps libre et aux loisirs ont été radicalement exclus par l'ensemble de la population. Ceci est corroboré par la baisse dramatique de fréquentation du Tren de la Costa, ligne à vocation purement touristique, qui a vu le chiffre de sa clientèle s'effondrer des deux tiers.

### La ligne E, la moins fréquentée

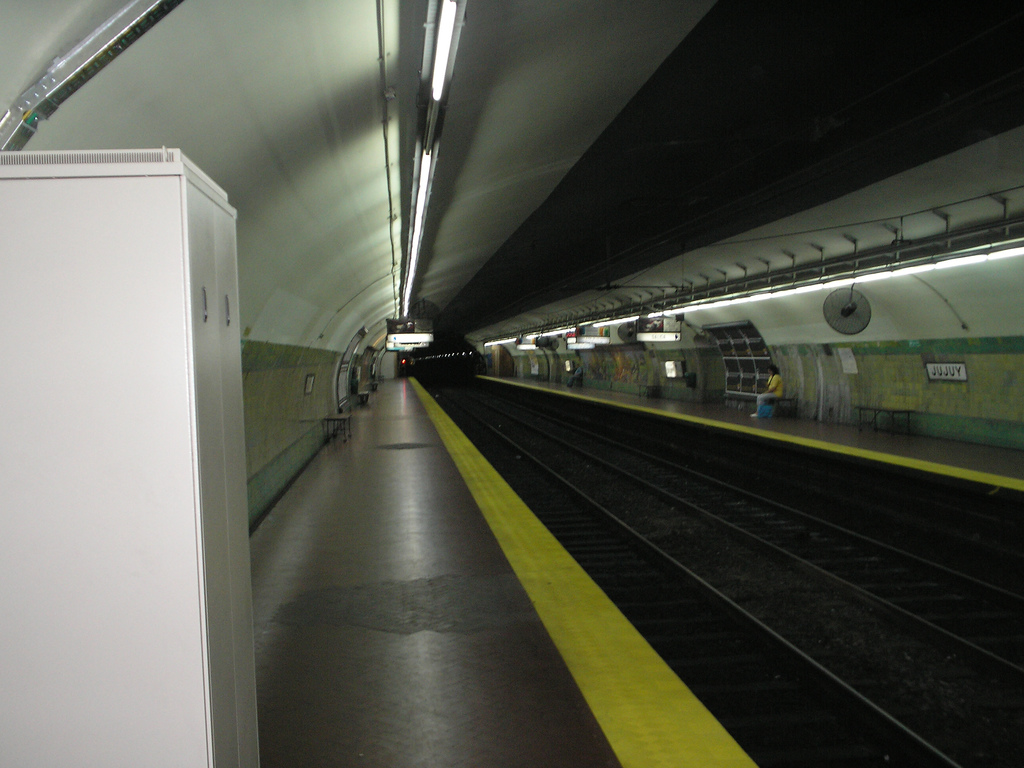
La station Jujuy de la ligne E.

Une explication de la très faible fréquentation et le redressement post-crise difficile de la ligne , qui n'est cependant pas moins longue que les autres et relie des quartiers populeux et plutôt prolétarisés avec le sud du grand centre de la ville (Plaza de Mayo), réside dans le fait qu'il n'y a aucune gare de quelque importance sur son trajet, et qu'elle est fort éloignée des centres économiques de la ville (bassins d'emploi).
Les quartiers chics et les bassins d'emploi sont situés au nord et à l'est de la capitale, tandis que les gens modestes se retrouvent à l'ouest et surtout au sud, loin des rives du grand fleuve et de l'air pur qu'il apporte. La ligne E est la seule à se situer essentiellement dans cette zone largement délaissée. La lenteur du redressement de la fréquentation de la ligne soulignerait ainsi la gravité du choc de la crise et la permanence de ses effets sur la population argentine à revenus modestes, pour qui le prix des transports constitue une charge à limiter absolument, et qui souffre d'un appauvrissement durable, à l'inverse des secteurs plus favorisés qui ont récupéré leur pouvoir d'achat et bénéficient d'un nouveau boom économique.

### La ligne D
À l'inverse de la ligne E, la Ligne  ne parcourt que les beaux quartiers et dessert les principaux bassins d'emploi de la métropole, avec son trajet qui va du sud-est vers le nord-ouest, presque parallèlement au Río de la Plata. C'est une ligne en forte expansion, à l'image des quartiers traversés. En 7 ans, de 1993 à 2000, elle connaît une fréquentation en hausse de près de 140 %, et la crise ne lui ôte qu'un petit 5,5 % de sa clientèle.  Cette ligne ne dessert aucune gare, privilège réservé aux lignes "A", "B" et "C". En 1999 et 2000 on a inauguré deux nouvelles stations, avec pour résultat une augmentation de plus de 15 % de sa clientèle. Le moment de la saturation semble proche, d'autant plus que les nouveaux projets ne prévoient guère d'alternative pour les utilisateurs de la ligne.

### La ligne B
La ligne  est la plus fréquentée des six lignes. Son trajet est semblable à celui de la ligne D, son parcours se situe plus au sud, plus ou moins parallèlement au Río de la Plata également. Elle relie des quartiers de classes moyennes du nord-ouest de la ville ainsi que la gare de voyageurs de Federico Lacroze, avec l'est de la ville, en plein cœur de la "City de Buenos Aires", ainsi qu'avec les plus grands centres commerciaux de la métropole (Calle Florida), ce qui explique sa haute fréquentation.
L'évolution de la ligne B est assez semblable à l'évolution de la ligne D, mais avec un dynamisme moins grand, ce qui s'explique par la présence moindre de zones d'emploi le long de son parcours (exception faite de la zone de la "City" dans le quartier (barrio) de San Nicolás). À noter que la ligne D a subi de plein fouet la crise de 2001-2002, ce qui s'est traduit par une baisse importante du trafic de voyageur. À l'image de ces classes moyennes, la ligne se redressa assez rapidement dès 2003, mais la récupération fut plus lente que sur la ligne D.

### La ligne H

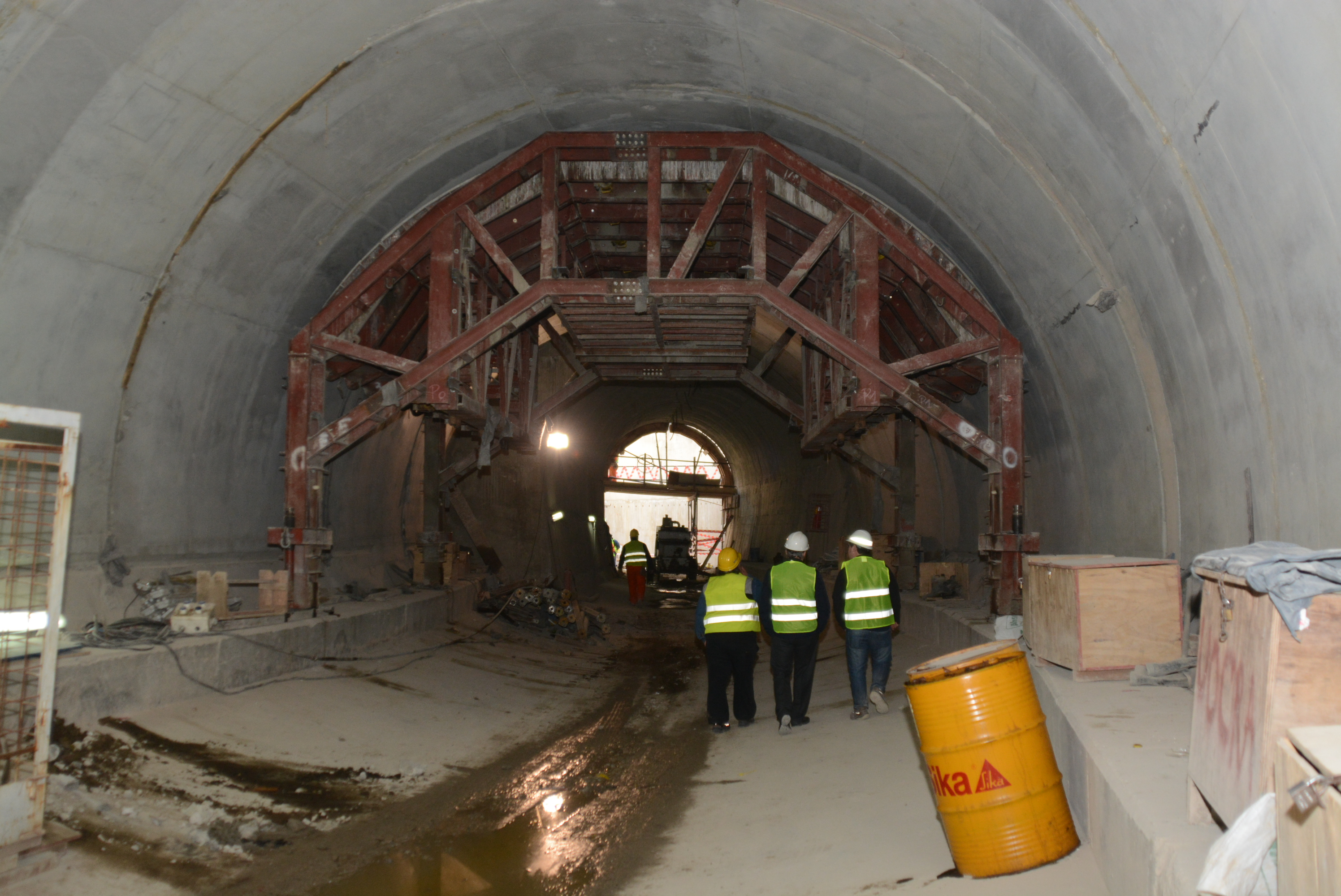
Travaux de construction sur la ligne H, juin 2016.

La ligne  du métro de Buenos Aires, est ouverte depuis 2007. Ce sont les premiers travaux d’une nouvelle ligne depuis la fin des années 1940, lorsqu'on termina les travaux de la línea E. La ligne court sur 11 kilomètres. La première étape des travaux a débuté le 19 avril 2001, et est réalisée par l'entreprise Dycasa. Le tronçon a 3,5 kilomètres de tunnels et cinq stations avec correspondance avec les lignes existantes A et E. Cette première étape (de Once à Caseros) a été terminée en 2006, mais n’a été mise en service que le 18 octobre 2007 après la livraison du matériel roulant. En 2006 ont démarré les travaux de construction de la deuxième étape, dont l'inauguration est prévue pour 2009, qui connectera la nouvelle ligne avec la ligne B. cependant, il n’y a toujours pas d’accord sur les délais concernant la section suivante (de Corrientes à Retiro).

## Matériel roulant

### Les premiers véhicules
Le métro de Buenos Aires comptait le plus ancien matériel roulant et parmi le plus diversifié au monde, en partie parce que le réseau a été construit et exploité à l'origine par trois sociétés différentes, ce qui a entraîné des incompatibilités entre les lignes. Le réseau a commencé avec un matériel roulant uniforme, la compagnie anglo-argentine de tramways utilisaient les voitures La Brugeoise sur la ligne A (à l'exception de quelques voitures UEC Preston). Ces véhicules belges de La Brugeoise construits vers 1912 et mises en service de 1913 à 1914, rénovées en 1926 furent en service jusqu'en 2013.Les trois lignes C, D et E utilisaient des véhicules Siemens Schuckert Orenstein & Koppel et la ligne B des voitures Metro Cammell. Cependant, à mesure que les lignes se développaient et que le nombre de passagers augmentait, il fallait davantage de matériel roulant, ce qui rendait le réseau moins uniforme, en particulier en ce qui concerne la ligne B, qui utilisait un système d'électrification différent des autres lignes.

### Une très lente rénovation
La société du métro a introduit en 1988 27 nouvelles voitures entièrement reconstruites par des entreprises locales. La société Emepa fut chargée de la rénovation des véhicules de la ligne A et de voitures datant de 1913. La société Ingarreta a entièrement reconstruit six voitures Siemens utilisées sur les lignes C et D.
Dans les années 1990, avec la reprise économique dans le pays, des investissements sont réalisés pour remplacer le matériel roulant ancien et obsolète, mais également pour rénover une partie du matériel roulant existant. À la fin des années 1990, environ 60 % de la flotte a plus de 50 ans et les services sont souvent entravés par des défauts liés à l’âge des véhicules.
Les voitures les plus anciennes du réseau - les voitures La Brugeoise - ont été retirées en 2013, tandis que les voitures les plus utilisées de longue date - les voitures Siemens-Schuckert Orenstein & Koppel - furent retirées en juin 2016 à l'ouverture de la station de Santa Fe sur la ligne H. Le matériel roulant ancien a beaucoup bougé, des lignes à haute fréquentation vers des lignes moins utilisées (la destinataire principale étant la ligne E), les véhicules les plus récents étant mis en service dans les lignes lors des extensions. Les voitures Fiat-Materfer ont fait l'objet des principaux transferts lors de l'arrivée des nouveaux trains, mais les voitures de Siemens O & K ont également joué ce rôle, ce qui a retardé leur retrait du service.
La ligne B est le cas particulier du réseau en raison de sa tension différente et du courant de traction 550 Vcc fourni par un troisième rail, par opposition aux lignes aériennes utilisées sur le reste du réseau, ce qui fait que les trains de la ligne sont incompatibles avec ceux des autres lignes. La ligne B est devenue la première ligne du réseau à recevoir du matériel roulant d'occasion en 1995. Metrovias fit remplacer les anciens véhicules Metro Cammell, Osgood Bradley et Fabricaciones Militares livrés dans les années 1930 par 128 véhicules d'occasion acquis du métro de Tokyo, (matériel roulant Mitsubishi séries Eidan 300/400/500/900 datant des années 1960 venant de la ligne Marunouchi). Ces trains dont quelques-uns sont encore en service mais en cours de retrait. Après avoir racheté 36 rames de fabrication CAF série 5000 du Métro de Madrid en 2011 et 2012, retirées du service en 2018 car de l'amiante, un agent cancérigène, a été détectée dans les revêtements isolants, le réseau a acquis en 2013-2014 73 véhicules CAF série 6000 pour 28 millions d'euros. Cette dernière acquisition fit l'objet d'une polémique car elle oblige le métro à prévoir une caténaire suspendue rigide pour alimenter en courant de traction ces véhicules. La ligne utilise maintenant ces véhicules d'occasion qui remplacent les stocks tokyoïtes vieillissants.
Mais pour améliorer réellement la situation il faut de nouveaux trains. C'est la société argentine Materfer, une filiale de Fiat Ferroviaria, qui construira ces premières nouvelles rames. Materfer a livré en 1989 cinq trains de deux voitures comprenant chacun une voiture motrice et une remorque. Ces trains ne conviennent qu'aux lignes C, D et E, électrifiés en 1,5 kV continu. Ce programme d'investissements de nouvelles voitures n'ira pas jusqu'à son terme par manque de financements à la suite de la crise de 1998. La ligne recevra en 1998 30 véhicules d'occasion venant du métro de Nagoya et 48 autres les années suivantes.
En 2002, Metrovias, qui compte 2 500 agents, annonce disposer d'une flotte 540 véhicules pour le métro (comparée aux 188 véhicules lors de la privatisation), de 12 véhicules pour le prémétro et de 128 véhicules pour la ligne Urquiza.

### Les commandes de matériel roulant neuf
Ces dernières années, la modernisation et la normalisation se sont intensifiées, avec des achats importants de matériel roulant neuf auprès des sociétés Alstom et China CNR Corporation, ainsi que de plus petites commandes de matériel roulant d'occasion, mesures temporaires tandis que ces lignes sont modernisées pour pouvoir intégrer du matériel roulant plus moderne.
Après la commande passé à Materfer, c'est Alstom qui obtient un contrat en septembre 1999 d'un montant de 186 millions d'euros portant sur la construction de 16 rames de cinq voitures,. Ces rames, fabriquées par l'usine d'Alstom au Brésil, devaient en principe être livrées en 2001 pour la ligne D. Trois trains seulement seront livrés en 2003-2004, le contrat étant interrompu en 2002 du fait des difficultés de paiement de Metrovias à la suite de la crise financière. Les voitures restantes du contrat ne seront finalement livrées qu'en 2007. Alstom obtiendra d'autres contrats par la suite.
Sous la présidence de Cristina Kirchner le gouvernement argentin signe en novembre 2008 un accord de gré à gré avec le groupe étatique chinois CNR Citic pour l'acquisition potentielle de 279 rames de métro au prix de 850 millions de dollars.Les 45 premiers véhicules chinois de la série 200 arrivèrent sur la ligne A en 2013.Une autre commande de véhicules  livrés entre 2015 et 2017 permit d'augmenter la flotte de la ligne à 150 véhicules.
De 2013 à 2019, 468 voitures neuves devaient arriver et 232 sont en rénovation, ce qui porte l'âge moyen du parc à 22 ans en 2016, contre 34 en 2014.
Le métro de Buenos Aires dispose en juin 2018 de 926 véhicules (dont certains en intégration, d'autres en retrait de service), les plus anciens datant des années 1980.
| Série                       | Construction | Livraison | Constructeur                     | Nombre de voitures | Nombre de voitures par rame | Alimentation | Ligne desservie | Illustration |
| --------------------------- | ------------ | --------- | -------------------------------- | ------------------ | --------------------------- | ------------ | --------------- | ------------ |
| 200                         | 2013 - 2017  | 2013      | CRRC                             | 150                | 5                           | Caténaire    |                 |              |
| Mitsubishi Eidan 500 series | 1954 - 1965  | 1995      | Mitsubishi                       | 96                 | 6                           | 3ème rail    |                 |              |
| 5000                        | 1980         | 2015      | Hitachi                          | 30                 | 6                           | Caténaire    |                 |              |
| 6000                        | 1998 - 2003  | 2015      | CAF                              | 82                 | 2                           | Caténaire    |                 |              |
| 100                         | 2001 - 2009  | 2001      | Alstom                           | 60                 | 5 à 6                       | Caténaire    |                 |              |
| 300                         | 2015 - 2019  | 2016      | Alstom                           | 84                 | 6                           | Caténaire    |                 |              |
| Fiat Materfer               | 1980         | 1980      | Fiat Ferroviara Materfer Siemens | 82                 | 5 à 6                       | Caténaire    |                 |              |

| Série                          | Livraison   | Suppression | Constructeur                         | Nombre de voitures | Alimentation | Ligne desservie | Illustration |
| ------------------------------ | ----------- | ----------- | ------------------------------------ | ------------------ | ------------ | --------------- | ------------ |
| La Brugeoise                   | 1913 - 1919 | 2013        | La Brugeoise et Nivelles             | 125                | Caténaire    |                 |              |
| UEC Preston                    | 1913        | 1977        | United Electric Car Company          | 4                  | Caténaire    |                 |              |
| Metropolitan Cammell           | 1930        | 1996        | Metro-Cammell                        | 56                 | 3ème rail    |                 |              |
| Osgood-Bradley                 | 1931        | 1996        | Osgood Bradley Car Company           | 20                 | 3ème rail    |                 |              |
| Siemens O&K                    | 1934        | 2016        | Siemens-Schuckert Orenstein & Koppel | 50                 | Caténaire    |                 |              |
| CAF/General Eléctrica Española | 1968        | 2022        | CAF                                  | 56                 | Caténaire    |                 |              |
| Nagoya 250/300/700/1200        | 1999        | 2019        | Hitachi                              | 78                 | Caténaire    |                 |              |
| CAF 5000                       | 2013        | 2018        | CAF                                  | 36                 | Caténaire    |                 |              |

## Modernisation du réseau existant
Une grande partie de la modernisation de ces dernières années a été axée sur le matériel roulant, avec des rénovations et réaménagements à grande échelle des flottes existantes, en particulier sur les lignes A et H. Parallèlement à la construction de nouveaux ateliers souterrains et aires de stockage sur la ligne A, H et E, ainsi que l'extension des installations existantes sur les lignes B et D.
D'autres modernisations sont en cours. L’un des changements les plus importants à effectuer est la modernisation des systèmes de signalisation sur toutes les lignes, à l’exception de la ligne E. Les lignes A et B recevront des systèmes d’exploitation automatique des trains, qui remplaceront respectivement leurs systèmes ATS et ATP. Les lignes C, D et H doivent recevoir des systèmes de contrôle de train du type CBTC. Siemens obtient ainsi le contrat de signalisation de la ligne C. La mise en œuvre de ces systèmes était déjà en cours sur les lignes C et H en 2015 et devrait être achevée sur d'autres lignes avant 2019. La ligne D doit également être équipée de portes palières en station avec le système CBTC.
Parmi les autres travaux en cours, figurent l’amélioration de l’accès des personnes handicapées dans les anciennes stations, la mise en place de nouveaux systèmes de ventilation sur les lignes B, C et D, l’amélioration de l’électrification (notamment le remplacement des lignes aériennes et des postes électriques) sur les lignes A, B, C et D et le remplacement de 14 km de voies sur les lignes C et E. Parmi ces contrats, Siemens signe en août 1999 la rénovation électrique (sous-stations, tableaux de distribution, rénovation des lignes de contact)) de la ligne A qui va permettre aux véhicules de capter le courant en 1,1 kV pour les anciens véhicules comme en 1,5 kV pour les nouveaux véhicules. L’investissement total au cours de cette période pour ces nouveaux projets a été fixé à 1,34 milliard de dollars.
La ligne A, qui fonctionnait sous une tension 1,1 kV en courant continue, différente de celle du reste du réseau, a été convertie au 1,5 kV utilisé sur le reste du réseau lorsque les trains chinois de la série 200 ont commencé à arriver. La ligne B, ainsi que sa flotte ferroviaire restante, est en train d'être convertie aux lignes aériennes 1,5 kV, après quoi tout le réseau sera normalisé, mais dans un standard qui ne sera pas celui de la plupart des métros dans le monde, avec une alimentation en 750 V courant continu par troisième rail au sol.

## Projets d'expansion
Au cours des années, plusieurs projets d’extension du réseau de métro ont été envisagés. De nouveaux projets sont proposés à la fin des années 1990. Les plans d'expansion tentent à créer davantage de lignes nord-sud et en éloignant les terminaux du centre-ville. L'Assemblée législative de la région autonome de Buenos Aires (Legislatura de Buenos Aires) compétente en la matière, adopta le 8 novembre 2001 la loi 670 qui prévoyait une extension du réseau souterrain de 23 km en 2010. La loi permettait de lancer la création de la ligne H, ainsi que l'extension des lignes A et B vers l'ouest, mais surtout la possibilité de trois autres lignes (« F », « G » et « I ») dont les tracés ont été approuvés. Grâce aux nouvelles lignes, plus de deux millions d’habitants de Buenos Aires (représentant environ 70 % de la population du centre-ville) vivraient à moins de 400 mètres d’une station de métro. Pourtant la crise économique déjà en cours, provoquant la quasi-faillite de l'État et des provinces, va amener d'importants retards dans la réalisation de ces projets,. Un plan alternatif a été proposé en 2015 apportant de nombreuses modifications à ce plan et est en discussions. Du fait de la faiblesse des ressources pour faire, aucune des trois lignes proposées n'est actuellement au stade de la construction.

### Ligne F
La ligne  reliera Barracas à Plaza Italia à Palerme et comprendra 16 nouvelles stations. Le trajet prévu de cette ligne est de 10,8 km. Les travaux de construction devraient commencer en 2020, une fois l'extension de la ligne H située au nord, et comme prévu à l'origine, la ligne sera équipée de portes à moustiquaires et de trains automatiques. Comme la ligne H, la ligne  a un parcours nettement transversal, d'orientation franchement nord-sud cette fois, mis à part son extrémité nord, qui va vers le nord-ouest. Elle est située plus à l'est de cette dernière cependant. Elle aura la particularité d’offrir des correspondances toutes les lignes existantes et en projet.
Dans son trajet moyen, elle desservira la grande gare de Estación Constitución, terminus de la très importante ligne de banlieue Roca et elle terminera le quadrillage presque total des zones fort peuplées de l'"ouest du centre ville" (quartiers de Balvanera, de l'ouest de San Nicolás, ainsi que du sud de Recoleta et même de San Cristóbal).
La réalisation du tiers sud de la ligne H dans les quartiers prolétariens semble mise en sommeil, ce qui se comprend étant donné les piètres chiffres de fréquentation observés jusqu'ici sur ligne E, desservant des zones semblables. Ceci à l'inverse du tiers nord de la ligne, desservant les beaux quartiers, également bassins d'emplois, de Recoleta et surtout de Palermo. Les nouvelles stations de cette section, construites au nord du trajet de la ligne D, sont destinées à mener un maximum de voyageurs vers ces zones en forte expansion.
Un appel d'offres est lancée en juillet 2019 pour choisir le consultant qui sera chargé de l’élaboration du projet et des spécifications techniques pour la conception du tracé et des travaux complémentaires de la ligne F .

### Ligne G
La ligne G reliera Retiro à Caballito / Villa Crespo; 12,5 km de long avec 15 nouvelles stations. À l'origine, la construction devait commencer en 2012-2013, mais les législateurs des villes se sont opposés à la construction clé en main proposée par les entreprises chinoises, puisque le coût total aurait été supérieur de 30 % si cela avait été fait avec des entreprises locales. Après cela, il a été décidé de hiérarchiser les autres projets de construction du réseau.

### Ligne I
La ligne I conduira le Parque Chacabuco à la Ciudad Universitaria avec 18 nouvelles stations. La longueur du parcours est de 12,6 km. L'avenir de cette ligne (qui est la priorité la plus basse dans les plans d'expansion) est actuellement incertain puisqu'il a été proposé de construire une ligne Metrobus, qui suivrait la même trajectoire que la ligne.

## Galerie de photos

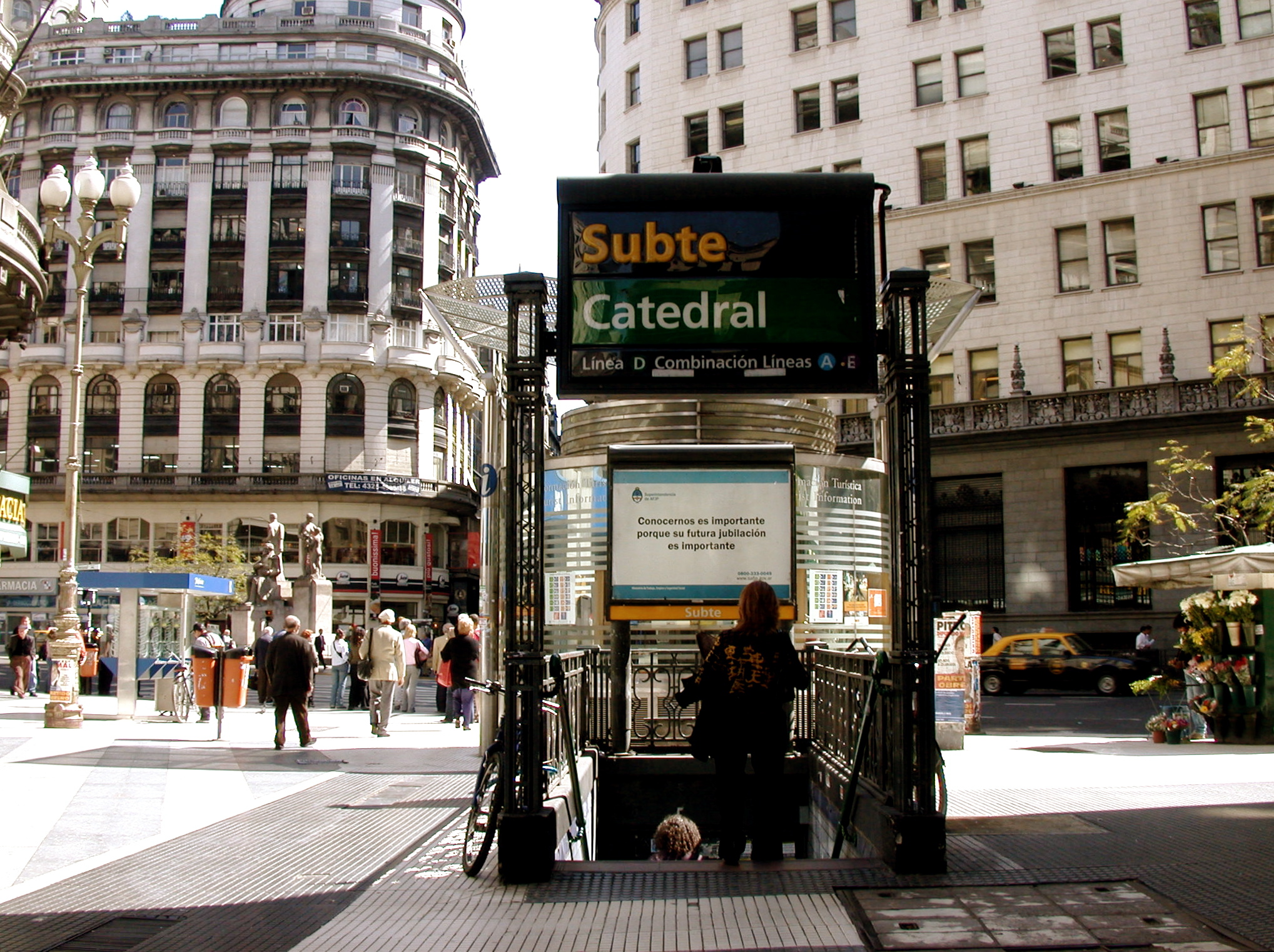
Station Catedral.
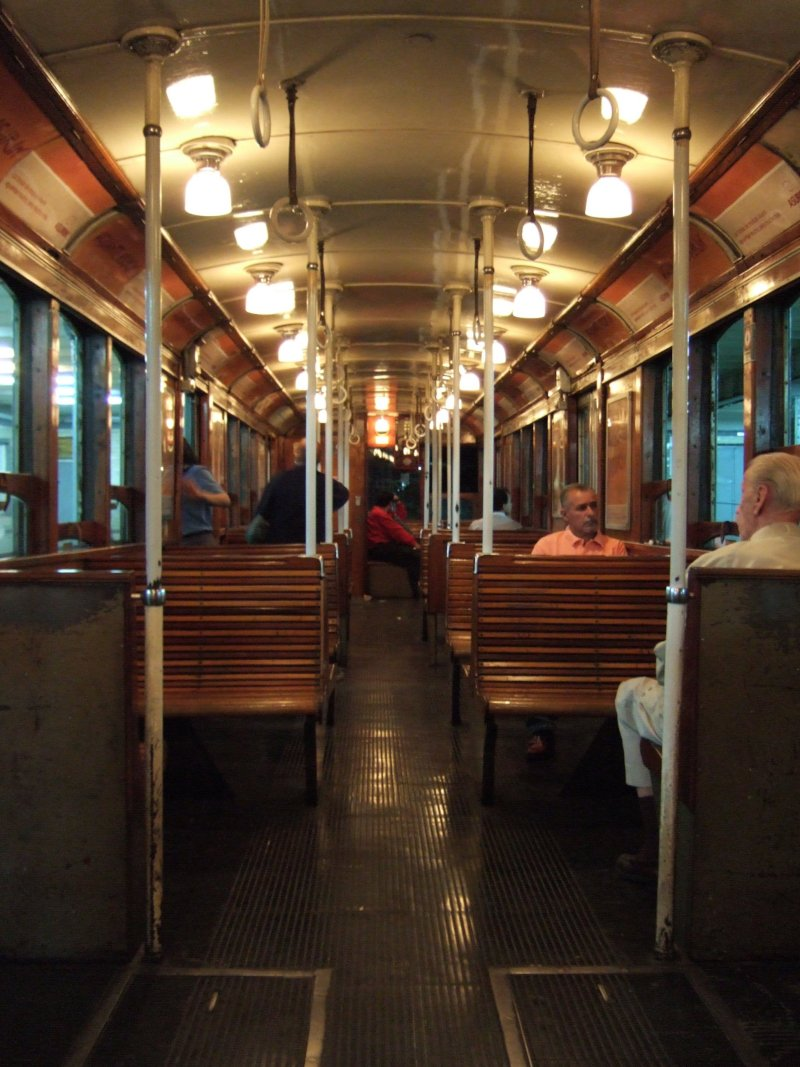
Intérieur d’un wagon nonagénaire type La brugeoise de la ligne A, devenu progressivement une véritable attraction touristique.